# Puppy Linux
Puppy Linux é uma distribuição Live CD Linux iniciada por Barry Kauler. O Puppy é muito pequeno, e desenvolvido para ser seguro, fácil de usar e completamente customizável. Todo o sistema operacional e todos os outros aplicativos rodam da memória RAM. Há algumas aplicações inclusas tais como SeaMonkey/Mozilla, AbiWord, Sodipodi, Gnumeric, e Gxine/Xine. Há ainda a possibilidade de se adicionar aplicações, com a ferramenta Setup, adicionar e remover. A distribuição foi desenvolvida do zero, não sendo baseada em nenhuma outra distribuição.
A última versão é a 8.0, lançada em 24 de Março de 2019.

## Características
Puppy pode ser muito útil para computadores antigos, como um disco de emergência, como uma demonstração do Linux, ou como um sistema operacional de proposta geral. Pode ser feito o boot através:
- do USB/pendrive ou outro dispositivo de armazenamento via USB (flash-Puppy)
- do CD-ROM (live-Puppy), com seis opções diferentes.
- do Zip drive ou LS-120/240 SuperDisk (zippy-Puppy)
- diretamente do hard drive (hard-Puppy)
- de uma rede (thin-Puppy)
- de uma emulação (emulated-puppy)
- do disquete boot disk que carrega todo o resto do sistema através do USB drive, CD-ROM, ou do HD.

A instalação uma versão do Puppy no HD, USB drive, Zip disk, etc.  pode ser feita usando o Live-Puppy.

## GUI

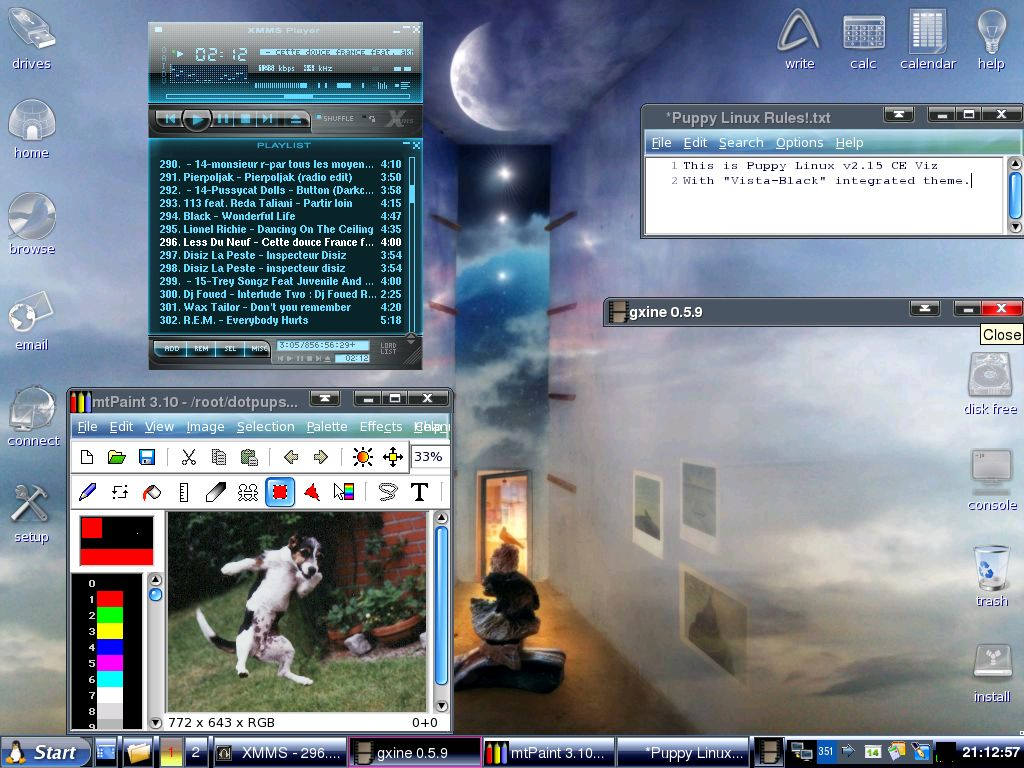
Desktop com muitos temas integrados com XMMS, mtPaint e gxine rodando mais um arquivo texto aberto sob o Puppy Linux 2.15 CE Viz (com o padrão o gerenciador de janelas padrão: IceWM)

Puppy vem com a escolha de dois servidores gráficos: X.org (full-featured) e Xvesa (lightweight). Existe um guia durante o processo de incialização para que o usuário escolha o servidor gráfico apropriadamente para sua placa de video e monitor. Ao fim do guia o usuário irá ser apresentado ao desktop e a um gerenciador de janelas; por padrão o WM mais popular nas versões do Puppy é o JWM. A nova edição 2.15 da comunidade agora provê o IceWM por padrão.
Os pacotes DotPup do IceWM, Fluxbox e do Enlightenment estão disponíveis sob o link Puppy Linux Wiki.
Quando é feito o boot do sistema, todos os pacotes são descomprimidos em uma área da memória RAM, o "ramdisk". O computador necessita ter pelo menos 128 MB de RAM ( com não mais que 8 MB compartilhado de video) para qualquer um dos Puppy's, entretanto é possível rodar com apenas 48 MB de RAM, porque parte do sistema pode ser mantida no HD e no pior caso, pode ser usada do próprio Live CD.
Os aplicativos são escolhidos sobre várias restrições. Os aplicativos do Puppy GUI são considerados rápidos e funcionais. Porque um dos principais objetivos da distribuição é ser extremamente fácil de usar, e existe um número bom de wizards que fazem os processos de configuração do sistema pelo usuário.

## Gerenciador de Pacotes
Puppy Linux vem com dois gerenciadores de pacotes, PupGet e DotPup, para usar enquanto roda.
Puppy Unleashed está disponível para criar um live CD customizado. Existem mais de 500 pacotes que podem ser colocados ao CD do Puppy. Uma maneira fácil de construir sua distribuição customizada via script permite ao usuário escolher os pacotes preferidos.
Puppy Linux 2.10 usa o script T2 SDE para criar a os pacotes binários base.

## História

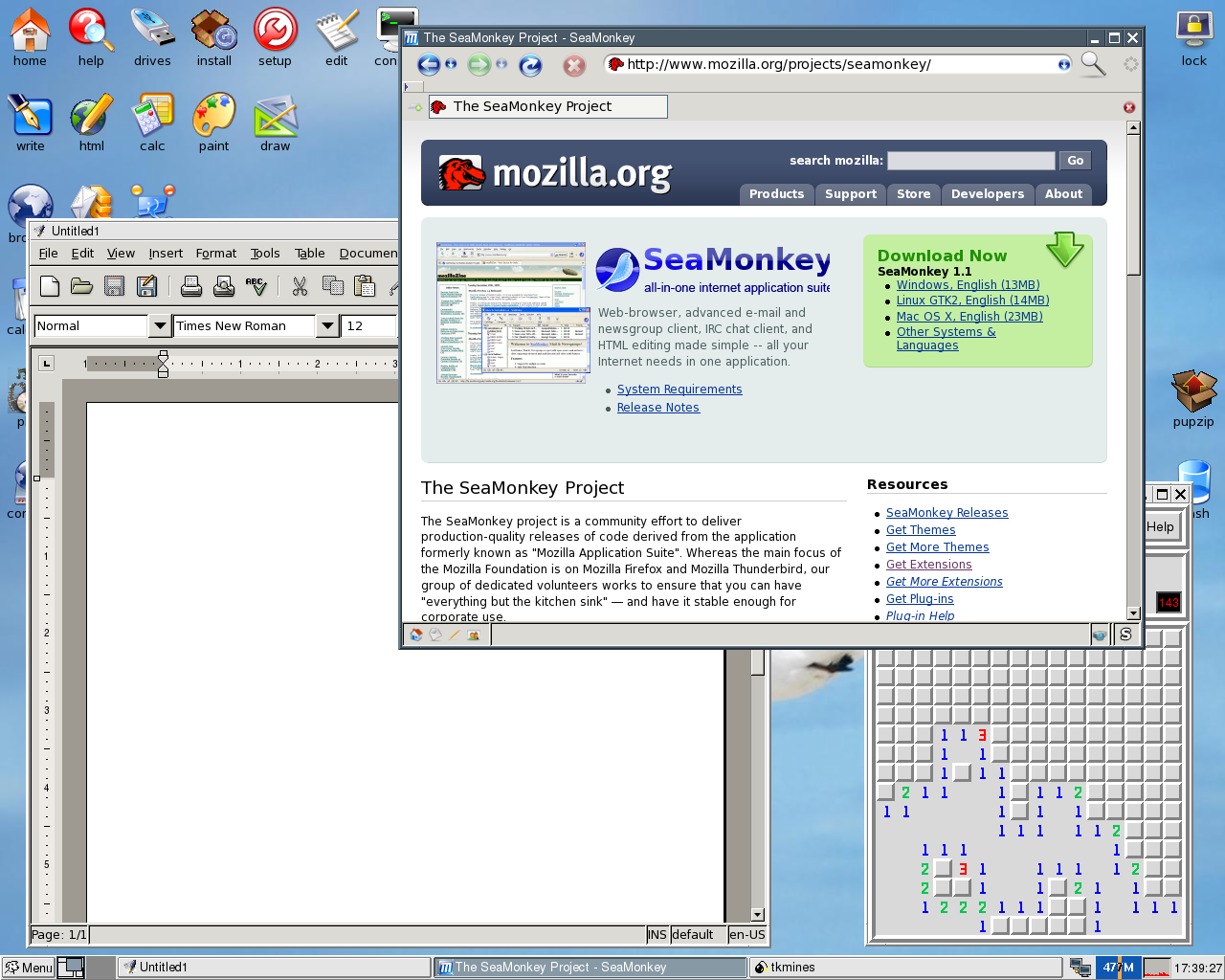
SeaMonkey, AbiWord e MineSweeper rodando sob o Puppy Linux 2.13

Puppy versão 2.14 (86.5 MB) usa o SeaMonkey, baseado no Mozilla, como o seu suite para internet (web browser e cliente de e-mail). Vem em diferentes tamanhos.
- A versão padrão usa o AbiWord como o processador de texto de 68 MB; uma imagem do live CD com o Mozilla Firefox tem 52.4 MB; completo Mozilla tem 55.3 MB; com Opera tem 49.6 MB.
- De 96.1 MB "Chubby Puppy" vem com o OpenOffice.org com todas as ferramentas.
- De 39.9 MB "BareBones Puppy" sem nenhuma  GUI,
- e uma de 83 MB "zdrv" edição padrão, que contém muitos drivers para o melhor funcionamento da máquina.

Através do Morphix, Puppy Linux  é uma das poucas distribuições Live CD capazes de salvar arquivos para o próprio Live CD (multisession), Permitindo aos usuários o carregamento de arquivos, e mais importante, adicionar programas e configurar o sistema no próprio CD. Puppy-multisession tem 55.7 MB.
A série 1 do Puppy roda confortavelmente em várias marcas de hardware. Para os novas máquinas, a versão USB pendrive pode ser melhor (Mesmo que o boot pelo drive USB não seja diretamente suportado pela BIOS, o boot pelo disquete pode ser usado para lança-lo). É possível rodar o Puppy Linux  com o Windows 9x/Windows Me. Também é possível, se a BIOS não suportar o boot do drive USB, fazer o boot pelo CD e manter as informações do usuário no pendrive; isto será salvo ao desligar e será lido ao iniciar novamente.